# François Savary de Brèves
François Savary de Brèves (Melay, 1560 - Parijs, 22 april 1628) was een Frans diplomaat en oriëntalist.

## Levensloop

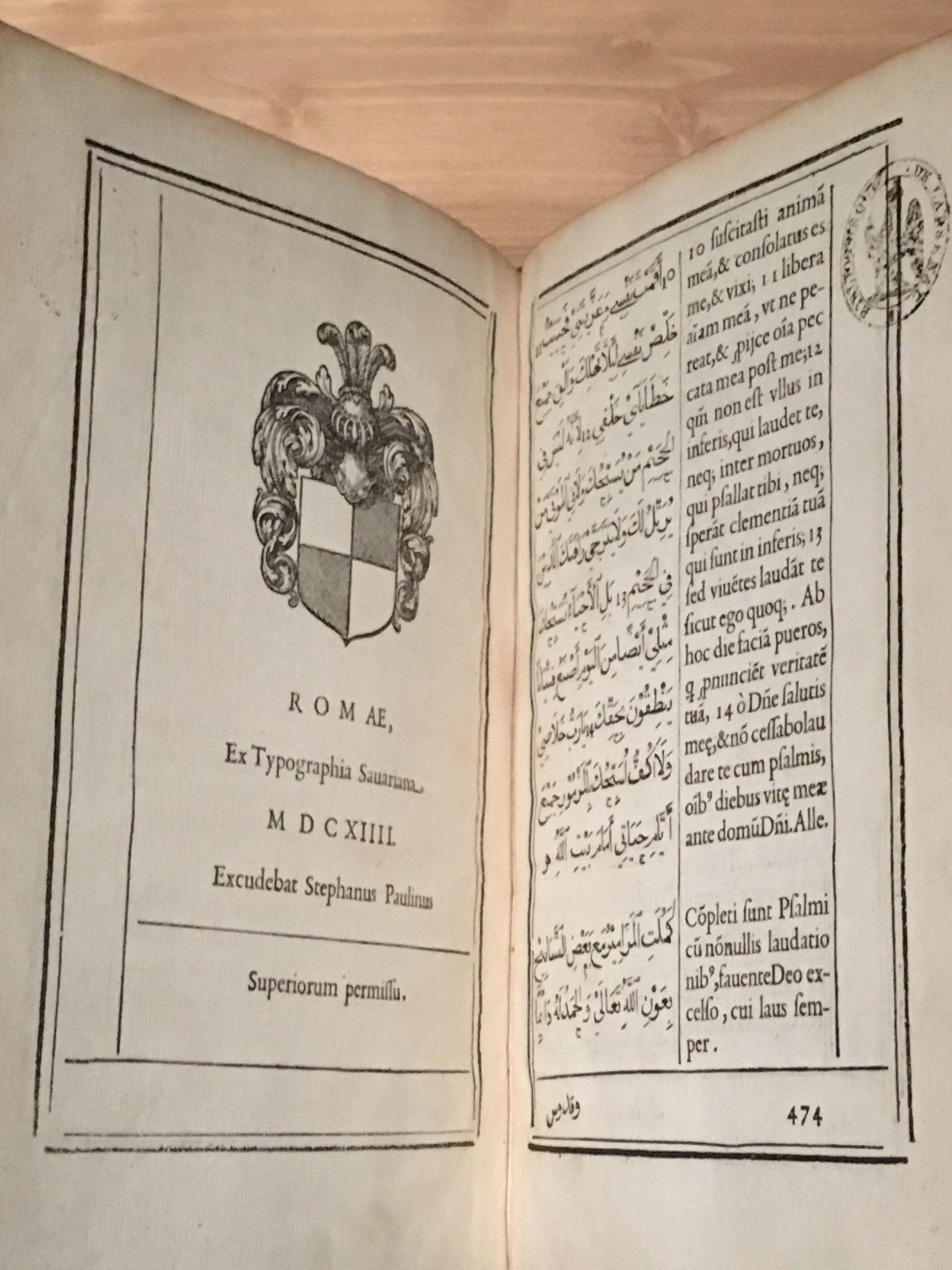
Typographia Savariana (1614)

In 1585 vergezelde hij zijn familielid Jacques Savary de Lancosme naar Constantinopel. Die laatste was door koning Hendrik III van Frankrijk aangesteld als ambassadeur aan het Ottomaanse hof. Savary de Brèves leerde al snel Turks en Arabisch en stond zijn oom bij in zijn werk. Na de troonsbestijging van Hendrik IV werd Savary de Lancosme door sultan Murat III gevangen gezet. Hij was een aanhanger van de Heilige Liga en weigerde immers de nieuwe koning te erkennen, die voor zijn troonsbestijging bekend stond als leider van de Franse protestanten. Savary de Brèves behartigde zo vanaf 1589 de Franse belangen met de titel van resident. Hij wist door diplomatie zijn oom vrij te krijgen en volgde hem op als ambassadeur in 1591. Savary de Lancosme stierf kort daarna.
Savary de Brèves stond goed aangeschreven bij sultan Murat III en bij zijn opvolgers Mehmet III en Ahmet I. Hij vergezelde hen tijdens hun expedities. Hij wist voor het koninkrijk Frankrijk capitulaties te bekomen dan gunstiger waren dan die van de Engelsen of de Venetianen. Hij kwam ook tussen ten gunste van de franciscanen in het Heilig Land. Namens Hendrik IV trachtte Savary de Brèves een alliantie met het Ottomaanse Rijk tegen de Habsburgers te bewerkstelligen. De Franse oorlog tegen Spanje zou dan ondersteund worden door aanvallen van barbarijse piraten in de Middellandse Zee of een aanval van de Ottomanen vanuit Hongarije. Maar dit verdrag kwam er niet. Wel slaagde hij erin de Spaanse ambassadeur in de republiek Ragusa te doen uitwijzen door de sultan.
In 1605 zat de diplomatieke missie van Savary de Brèves in Constantinopel erop. Hij reisde terug naar Frankrijk via het Heilig Land, Egypte, Tunis en Algiers, waar hij christelijke gevangenen vrijkocht. In Tunis bewerkstelligde hij een akkoord om Franse schepen te behoeden voor kaapvaart.
Terug in Frankrijk werd hij benoemd in de Raad van State.
Tussen 1608 en 1614 was Savary de Brèves Frans ambassadeur bij de Heilige Stoel. Ook daar behartigde hij de Franse belangen tegen de Spaanse Habsburgers en het Heilig Roomse Rijk. Hij werd door paus Paulus V gewaardeerd als oriëntalist en had veelvuldig contact met oosterse christenen. Hij liet de Typographia Savariana ontwerpen, een drukletter die toeliet om Arabisch, Perzisch en Syrisch te drukken. Hij bracht Arabische vertalingen uit van de cathechismus (1613) en de Psalmen (1614).